# بطس
بطس أو ڤاتس (بالمجرية: Vác) هي مدينة تقع في المجر، ويبلغ تعداد سكانها 34,000 نسمة، تقع شمال العاصمة بودابست وتبعد عنها 34 كلم، وهي تقع على الضفة الغربية لنهر الدانوب.
وعند هذه المدينة يغير نهر الدانوب اتجاهه من الشرق نحو الجنوب متجها نحو بودابست.

## معرض صور

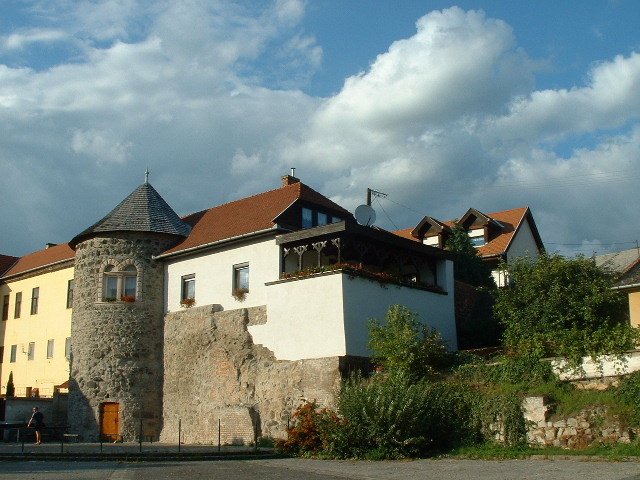
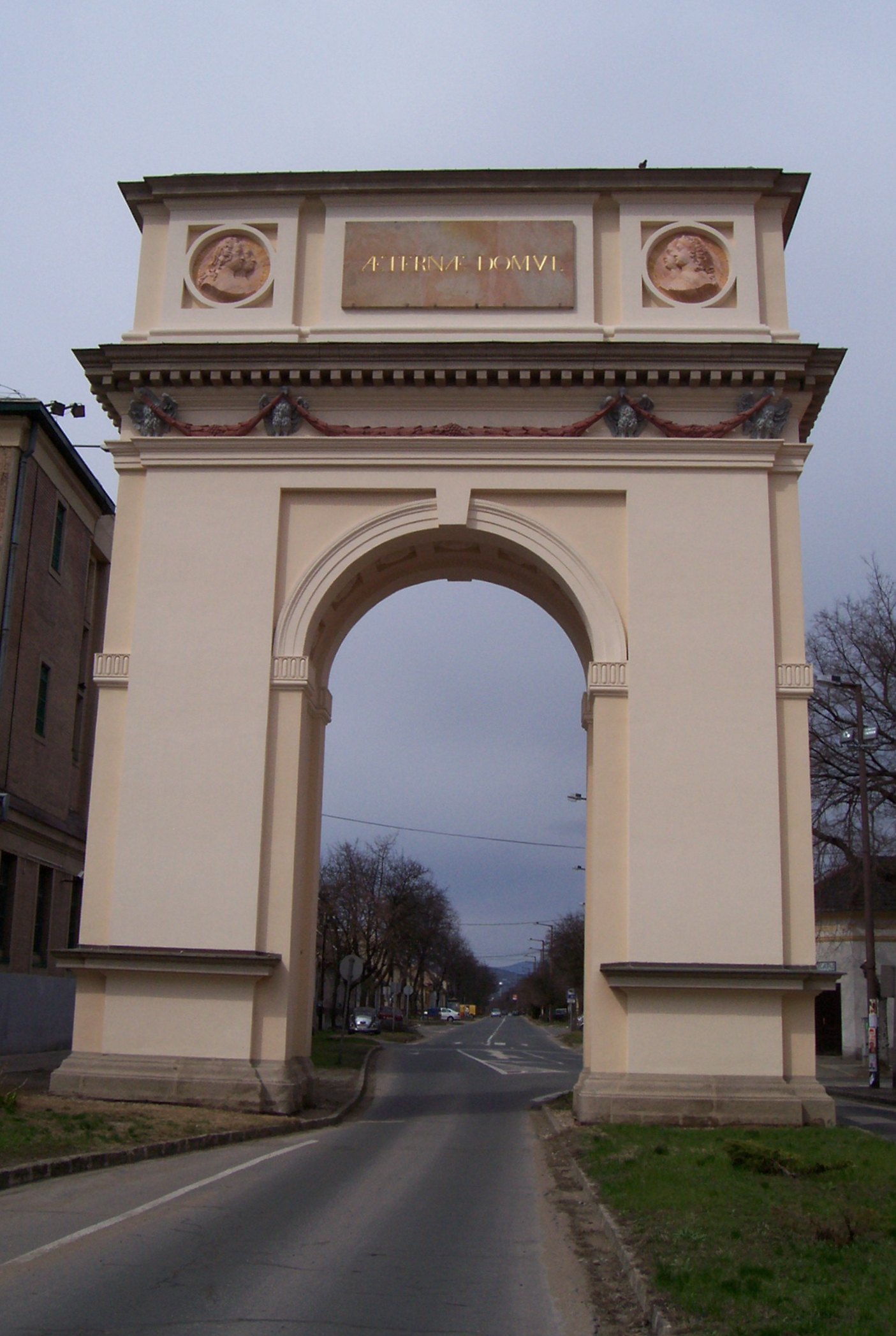
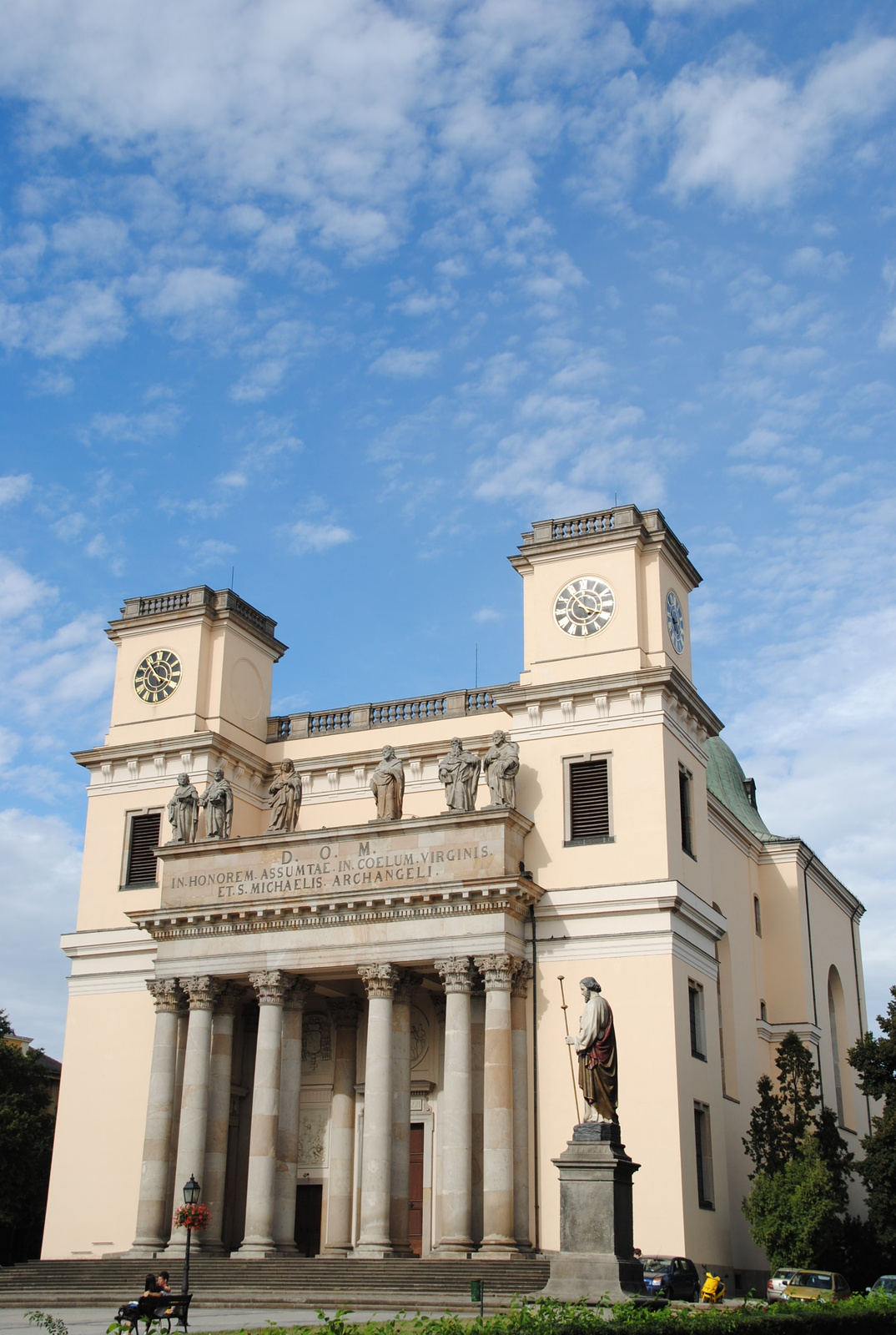

## توأمة
للمدينة اتفاقيات توأمة مع كل من:
- جفعاتايم
- يارفنبا
- Deuil-la-Barre [الإنجليزية]‏
- Odorheiu Secuiesc [الإنجليزية]‏
- دوناوشينغن
- دوبنيتسا ناد فاهوم
- شاهي

## أعلام
- لاسلو فيدل
- استفان فريدريش
- ريا مساروس
- كريستينا غيتفان
- بيلاش بيرجمان
- إمري جارابا
- كارل إيريكي
- ليونهارت راوولف